# Siva tvar
Siva tvar (latinski: substantia grisea) važan je dio središnjeg živčanog sustava, sačinjen od tijela (soma) živčanih stanica, neuropila, glije (potpornog tkiva), sinapsi i kapilara. Za razliku od bijele tvari, siva tvar ima velik broj soma i relativno malen broj aksona s mijelinskom ovojnicom. Razlika u boji tvari posljedica je bjeline mijelina. U živome tkivu, siva tvar tipično ima svijetlosivu boju s nijansama žute ili ružičaste. Te nijanse vidljive su zbog boja kapilara i soma.

## Struktura
Siva tvar skupina je neurona bez mijelinske ovojnice te drugih stanica središnjeg živčanog sustava. Nalazi se u mozgu, moždanom deblu i malom mozgu, kao i duž leđne moždine.
Siva se tvar nalazi na površini moždane kore obiju polutki te kore maloga mozga, kao i duboko u mozgu (talamusu, hipotalamusu, subtalamusu, bazalnim ganglijima i putamenu, globusu palidusu, nucleusu accumbensu te septalnim jezgrama), malome mozgu i moždanom stablu (crnoj tvari, crvenoj jezgri, olivama i jezgrama mozgovnih živaca).
Siva tvar u leđnoj moždini, poznata i kao sivi stup (columna grisea), proteže se duž moždine u tri siva stupca kojima je presjek u obliku slova H. Prednji stup naziva se anteriornim, stražnji posteriornim, a središnji lateralnim sivim stupom. Siva tvar na lijevoj i desnoj strani povezana je commissurom griseom. Ovi se stupovi sive tvari sastoje od interneurona te soma projekcijskih neurona.
- Presjek kralješka s leđnom moždinom u središtu (siva tvar označena)
- Presjek leđne moždine s označenom sivom tvari..

Siva tvar razvija se tijekom djetinjstva i adolescencije. Novija istraživanja koja su sagledavala presječno oslikavanje mozga pokazala su da se volumen sive tvari počinje smanjivati otprilike u dobi od osam godina. Ipak, njena se gustoća povećava kako dijete sazrijeva u ranoj odrasloj dobi. Muškarci najčešće imaju veći volumen sive tvari, no manju gustoću od žena.

## Klinički značaj
Konzumacija velikih količina alkohola povezana je sa značajnim smanjenjem volumena sive tvari. Kratkotrajna uporaba kanabisa (30 dana) nije povezana s promjenama sive niti bijele tvari. Međutim, nekoliko je istraživanja pokazalo da je dugotrajna uporaba kanabisa povezana s manjim volumenom sive tvari u hipokampusu, amigdalama, kori sljepoočnog režnja te kori čeonog režnja, ali i povećanim volumenom u malom mozgu. Dugotrajna uporaba kanabisa također se pokazala povezanom s promjenama u integritetu bijele tvari ovisnima o dobi, pri čemu je intenzivna uporaba tijekom adolescencije i rane odrasle dobi povezana s najvećim promjenama.
Meditacija dokazano mijenja strukturu sive tvari.
Pokazalo se da navika igranja videoigara pospješuje smanjenje sive tvari u hipokampusu, no igranje trodimenzionalnih platformerskih igara povezano je s povećanjem.
Žene i muškarci s jednakim kvocijentom inteligencije imaju različite proporcije sive i bijele tvari u kortikalnim dijelovima mozga koji se asociraju s inteligencijom.
Trudnoća dovodi do velikih promjena u strukturi mozga, prvenstveno do smanjenja volumena sive tvari u predjelima koji služe društvenoj spoznaji. Ta smanjenja opstaju do dvije godine nakon porođaja. Profil tih promjena u mozgu usporediv je s onim što se događa u adolescenciji, hormonalno sličnom tranzicijskom razdoblju života.

## Vanjske poveznice
- kralježnična moždina, Hrvatska enciklopedija
- korteks, Proleksis enciklopedija
- Gray Matter, ScienceDirect (engleski)

|  | Molimo pročitajte upozorenje o korištenju medicinskih informacija. Ne provodite liječenje bez savjetovanja s liječnikom! |